# کازوهیرو کوسو
کازوهیرو کوسو (انگلیسی: Kazuhiro Koso؛ زادهٔ ۶ مارس ۱۹۵۹) بازیکن فوتبال اهل ژاپن است.
از باشگاه‌هایی که در آن بازی کرده‌است می‌توان به باشگاه فوتبال گامبا اوساکا اشاره کرد.